# Norbert Pfammatter
Norbert Pfammatter (* 12. September 1959 in Visp) ist ein Schweizer Jazz-Schlagzeuger und Musikpädagoge.

## Leben und Wirken
Pfammatter verbrachte Jugend- und Schulzeit in Brig, begann autodidaktisch mit dem Schlagzeugspiel und sammelte erste musikalische Erfahrungen in Rockbands, bevor er sich Jazz und Improvisation zuwandte. 1980 zog er nach Bern, um bis 1985 an der Swiss Jazz School bei Billy Brooks zu studieren. Nach dem Diplom 1985 unterrichtete er an verschiedenen Musikschulen, seit 1994 ist er Dozent für Schlagzeug an der Hochschule Luzern – Musik. Er ist Autor des Lehrbuchs Rhythm Lines. Ab den 1980er-Jahren arbeitete er in zahlreichen Projekten im Bereich Jazz und Improvisation, u. a. mit Heiner Althaus, Bertrand Denzler (Nanocluster, Leo Records, 2001), Roberto Domeniconi, Elina Duni, Feya Faku, Donat Fisch, Harald Haerters Intergalactic Maidenballet, Franz Hellmüller, Vera Kappeler, Hans Koch, Bänz Oester, Marianne Racine, Peter Schärli und Nat Su. Im Bereich des Jazz war er zwischen 1986 und 2013 an 44 Aufnahmesessions beteiligt.